# Łukasz Kamiński
Łukasz Andrzej Kamiński (ur. 3 czerwca 1973 we Wrocławiu) – polski historyk specjalizujący się w najnowszej historii Polski, doktor nauk humanistycznych. W latach 2009–2011 dyrektor Biura Edukacji Publicznej Instytutu Pamięci Narodowej, następnie do 2016 prezes Instytutu Pamięci Narodowej, od 2022 dyrektor Zakładu Narodowego im. Ossolińskich.

## Życiorys
Absolwent Instytutu Historycznego Uniwersytetu Wrocławskiego, został następnie pracownikiem naukowym tej uczelni. Stopień doktora nauk humanistycznych w zakresie historii uzyskał 26 maja 1999 na podstawie pracy zatytułowanej Formy pozainstytucjonalnego żywiołowego oporu społecznego w Polsce 1944–1948. Od 2006 był wicedyrektorem Biura Edukacji Publicznej Instytutu Pamięci Narodowej, 15 kwietnia 2009 został dyrektorem tej jednostki.
Pracował też jako redaktor „Studiów i materiałów z dziejów opozycji i oporu społecznego” i członek kolegium redakcyjnego „Biuletynu Instytutu Pamięci Narodowej”. W pracy naukowej zajmuje się dziejami społecznymi Polski Ludowej i krajów Europy Środkowej.
31 maja 2011 Rada IPN rekomendowała jego kandydaturę na stanowisko prezesa Instytutu Pamięci Narodowej. 10 czerwca 2011 został powołany przez Sejm RP, a pięć dni później kandydaturę tę poparł Senat RP. 28 czerwca 2011 złożył ślubowanie, rozpoczynając tym samym kadencję. Jego kadencja została skrócona w 2016 na mocy ustawy uchwalonej z inicjatywy Prawa i Sprawiedliwości. Prezesem IPN był do 22 lipca 2016, kiedy to stanowisko to objął Jarosław Szarek.
W listopadzie 2017 został wybrany na prezesa Platformy Europejskiej Pamięci i Sumienia, organizacji non-profit zajmującej się upowszechnianiem wiedzy o totalitaryzmach.
29 kwietnia 2022 Rada Kuratorów Zakładu Narodowego im. Ossolińskich we Wrocławiu przyjęła rezygnację ze stanowiska dyrektora Adolfa Juzwenki i jednomyślnie rekomendowała na tę funkcję Łukasza Kamińskiego, przedstawiając go do nominacji ministrowi kultury i dziedzictwa narodowego Piotrowi Glińskiemu. Stanowisko to objął 1 sierpnia tegoż roku.

## Odznaczenia i wyróżnienia
- Krzyż Kawalerski Orderu Odrodzenia Polski (2009)[11][12]
- Krzyż Kawalerski Orderu Zasługi (Węgry, 2014)[13]
- Kombatancki Krzyż Pamiątkowy „Zwycięzcom” (ZKRPiBWP, 2011)

## Wybrane publikacje
- Młodzież w oporze społecznym 1945–1989, Studenckie Koło Naukowe Historyków UWr, Wrocław 1996, ISBN 83-89078-10-4.
- Strajki robotnicze w Polsce w latach 1945–1948, Wyd. Gajt, Wrocław 1999, ISBN 83-910542-3-3.
- Młodzież w oporze społecznym 1944–1989, IPN, Warszawa 2002, ISBN 83-88178-07-5.
- Biuletyny dzienne Ministerstwa Bezpieczeństwa Publicznego 1949-1950, IPN, Warszawa 2004, ISBN 83-89078-51-1.
- Polacy wobec nowej rzeczywistości 1944–1948. Formy pozainstytucjonalnego, żywiołowego oporu społecznego. (2004, ISBN 83-7174-419-6)
- Wokół praskiej wiosny. Polska i Czechosłowacja w 1968 roku, IPN, Warszawa 2004, ISBN 83-89078-69-4.
- Opór społeczny w Europie Środkowej w latach 1948–1953 na przykładzie Polski, NRD i Czechosłowacji (współautor), Wyd. Atut, Wrocław 2004, ISBN 83-89247-95-X.
- A handbook of the communist security apparatus in East Central Europe 1944–1989 (red.), Institute of National Remembrance, Warszawa 2005, ISBN 83-89078-82-1.
- Wokół pogromu kieleckiego (red.), IPN, Warszawa 2006, ISBN 83-60464-07-3.
- Drogi do wolności Zagłębia Miedziowego, Wyd. Edytor, Legnica 2007, ISBN 83-88214-66-7.
- Od niepodległości do niepodległości. Historia Polski 1918–1989 (współautor), IPN, Warszawa 2010, ISBN 978-83-7629-204-5.